# Kozin (województwo pomorskie)
Kozin (dodatkowa nazwa w j. kaszub. Kòzëno; niem. Kosemühl) – osada w Polsce, położona w województwie pomorskim, w powiecie bytowskim, w gminie Czarna Dąbrówka, w kaszubskim regionie kulturowym, przy trasie drogi wojewódzkiej nr 212. Wchodzi w skład sołectwa Kozy. 
W latach 1975–1998 osada administracyjnie należała do województwa słupskiego.
Kozin leży na trasie spływów kajakowych na Łupawie i uchodzącej do niej Bukowiny.
We wsi dwór z pocz. XIX w. o cechach barokowych i klasycystycznych, w fasadzie podwyższony wystawką, posiada czworoboczną, pięciokondygnacyjną wieżę z łamanym dachem.